# Chicharrica
Chicharrica es un grupo de punk rock y hardcore melódico, procedentes de Zaragoza (Aragón).

## Historia
Chicharrica se formó en 1994 en Zaragoza.
En 1995, publican su primer disco, El hambre de su poder es la sed de nuestra venganza con un estilo cercano al hardcore punk. 
En el 2000 el grupo publica su disco Quiero romper con una guitarra menos y otro cantante, en el que se orientan más hacia el punk-rock con mejor sonido y canciones rápidas. Este es el disco más conocido y con mayor éxito del grupo. También ese mismo año reeditan en CD su primer disco contando con la antigua formación.
Tras 7 años en junio de 2007 publican su último disco Nada que perder que incluye una versión de Angelic Upstars (Solidarity), y un tema con Aitor de Huellas de Barro (Hip Hop)
Sus letras tratan temas como la pobreza, la represión o sus vivencias diarias.

## Miembros
- Dani:Batería
- Diego:Bajo
- Julián:Voz
- Raúl:Guitarra
- El Pichin:Guitarra

## Discografía

### Álbumes
- El hambre de su poder es la sed de nuestra venganza - 1995

```
   01- El pelotas
   02- Un mundo fracasado
   03- Van a la oficina
   04- Información
   05- Puta vida
   06- T.V.
   07- Insumisión
   08- El hambre de su poder
   09- Miguel (
IV REICH
)
   10- Este mundo apesta
   11- Mata nazis
   12- Cazador furtivo
   13- Escupiendo nuestro asco
   14- Una vez más
```

- Quiero romper - 2000

```
   01- El juez
   02- Encerrado
   03- Quiero romper
   04- Defi Ance
   05- Es una mierda
   06- Colegas
   07- El odio
   08- Escupiendo
   09- E.T.T.S
   10- Nada queréis saber
   11- La jaula
   12- Amanece
   13- La calle 
```

- Nada que perder - 2007

```
   01- Cierra la mano
   02- Insociables
   03- Mira
   04- Nuestra gente
   05- Cansados ya
   06- Aprender
   07- Un tirano menos (con Aitor de 
Huellas_de_barro
)
   08- Nada que perder
   09- El hambre de su poder (rumba version) con Konstan, Niño Estévez, Alejandro Monserrat y Chanka.
   10- La ley y el orden
   11- El concepto de los hechos
   12- No va a quedar nada
   13- Fuera del orden
   14- En la cuerda floja
   15- Solidaridad (
Angelic Upstarts
 - IV REICH)
   16- Libertad Para Ti (
Los Calis
) (Bonus Oculto)
```

- Datos: Q5766017